# Обревко, Александр Анатольевич
Александр Анатольевич Обревко (укр. Олександр Анатолійович Обревко; 31 мая 1984, Фрунзовка, Решетиловский район, Полтавская область, Украинская ССР, СССР) — украинский футболист, защитник. В составе футбольного клуба «Славутич» (Черкассы) 7 мая 2014 года играл в полуфинале Кубка Украины против донецкого «Шахтёра».

## Игровая карьера
Воспитанник ДЮСШ «Ворскла» им. Горпинка (Полтава). Первый тренер — И. Н. Кислов. Играл в командах «Кремень» (Кременчуг), «Сталь» (Днепродзержинск), «Полтава» и «Полтава-2-Карловка». В составе «Полтавы» становился серебряным призёром чемпионата Украины среди команд второй лиги 2011/12 гг.
Летом 2013 года перешёл в черкасский «Славутич». С этой командой в сезоне 2013/14 играл в полуфинале Кубка Украины. Летом 2014 года покинул клуб из Черкасс, после чего выступал на любительском уровне, играя в составе ФК «Петриковка», с которым принимал участие в играх любительского Кубка Украины, затем продолжил играть в чемпионате Днепропетровской области в составе ФК «Скорук» из посёлка Томаковка.